# Johanniterturm (Nidda)

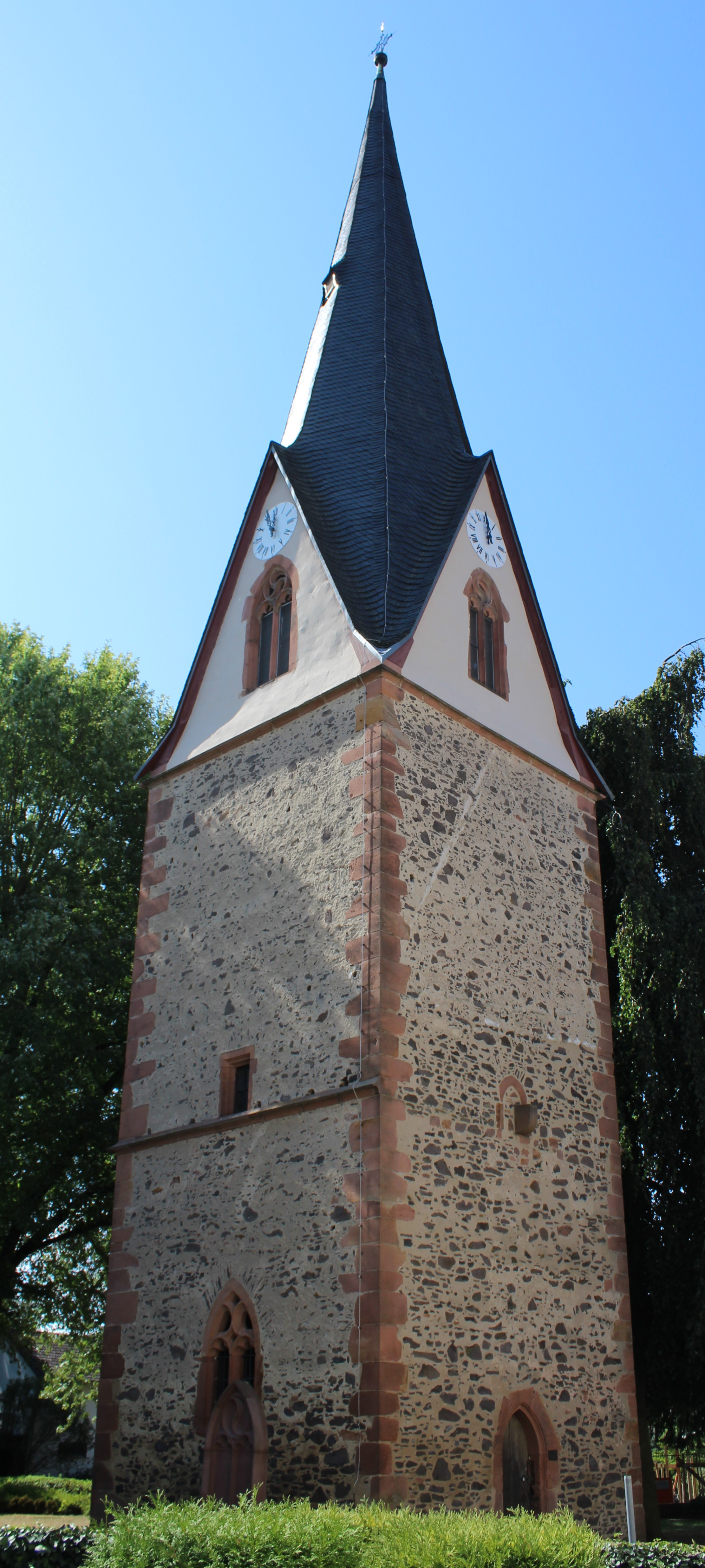
Ansicht von Nordosten

Der Johanniterturm in Nidda im Wetteraukreis in Hessen ist der Baurest einer mittelalterlichen Basilika, die von 1187 bis 1585 Sitz einer Johanniter-Kommende war. Der Turm wurde 1491/1492 angebaut und blieb nach Abriss des Schiffs erhalten. Der massiv aufgemauerte Turm aus Bruchsteinmauerwerk mit Eckquaderung hat vier steinerne Dreiecksgiebel und einen achtseitigen Spitzhelm. Das älteste Bauwerk und Wahrzeichen der Stadt ist aus geschichtlichen, künstlerischen und städtebaulichen Gründen hessisches Kulturdenkmal.

## Geschichte

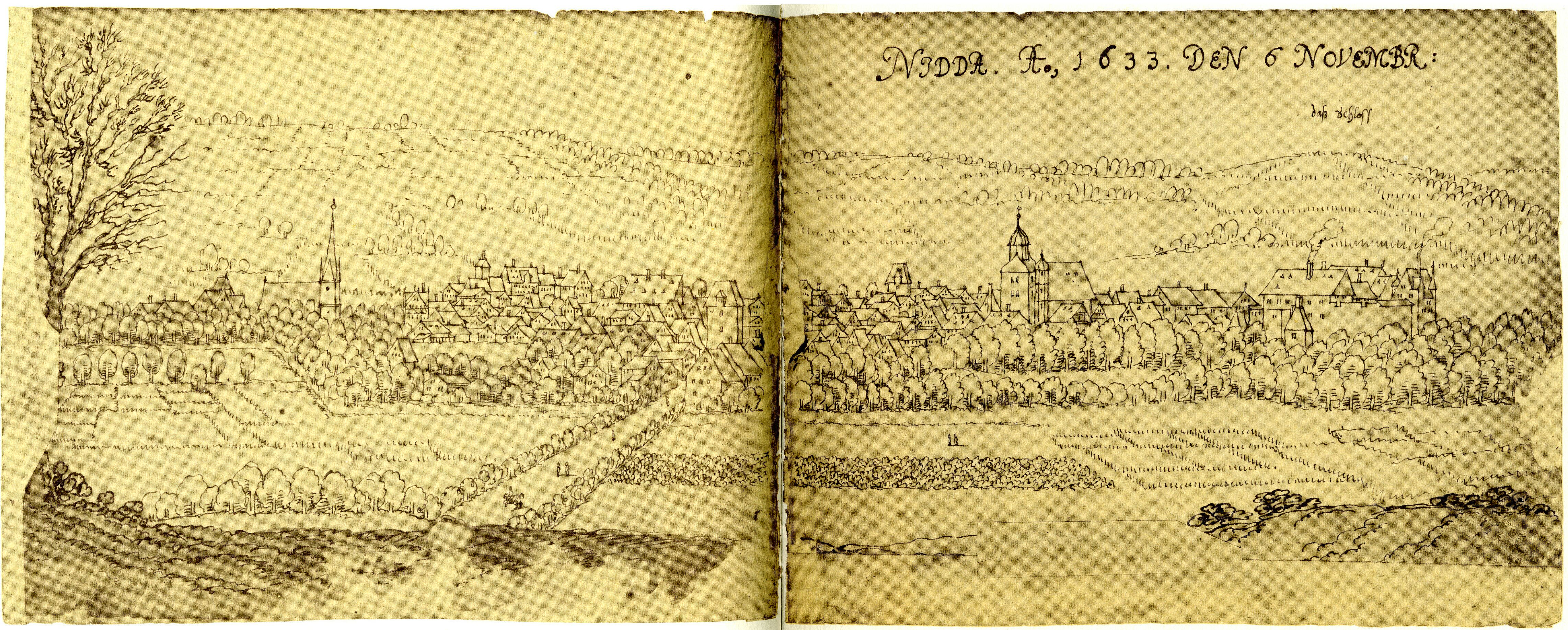
Valentin Wagner: Ansicht Niddas (1633), links Johanniterkirche

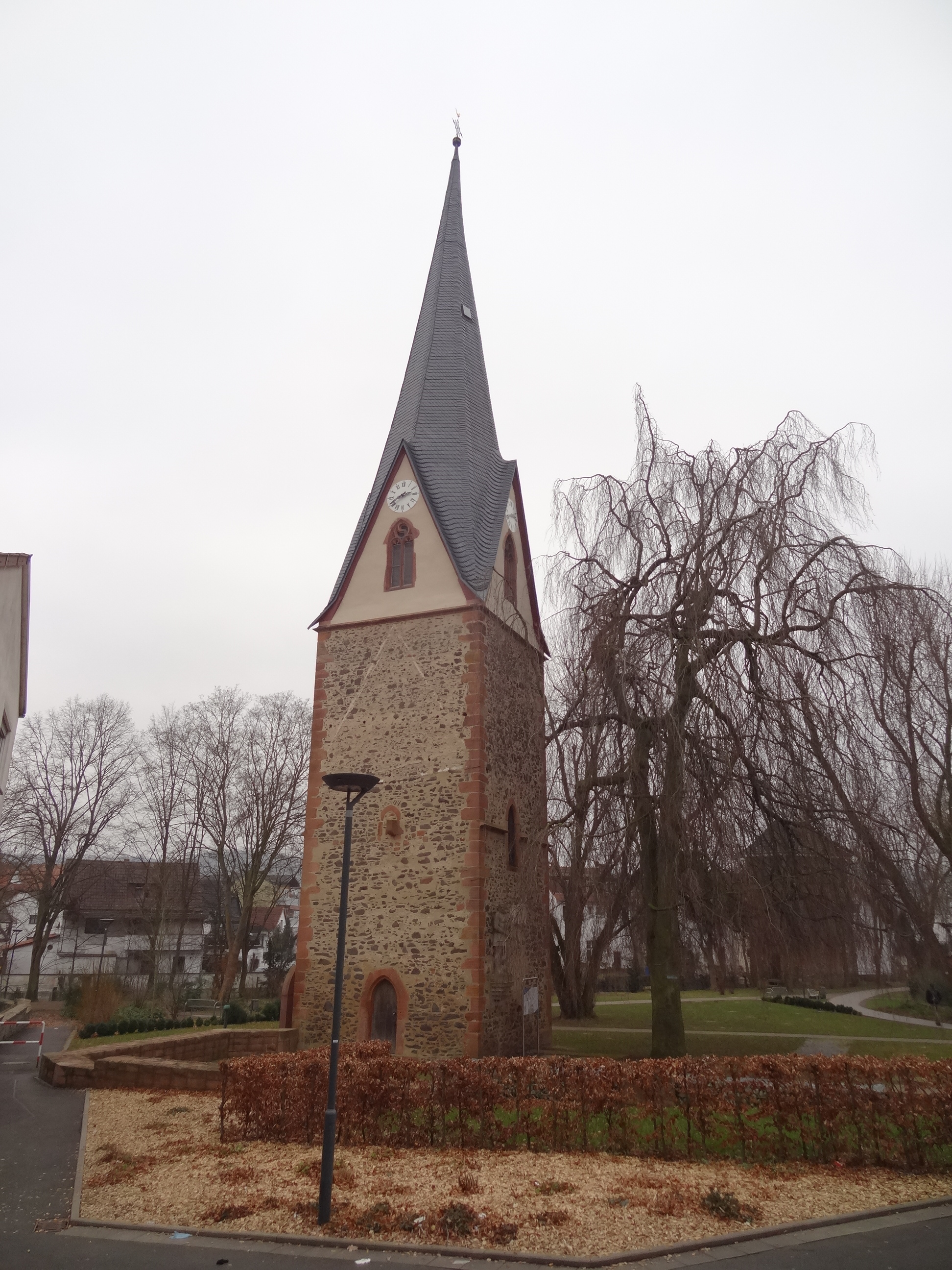
Johanniterturm von Nordwesten mit Mörtelresten im Obergeschoss

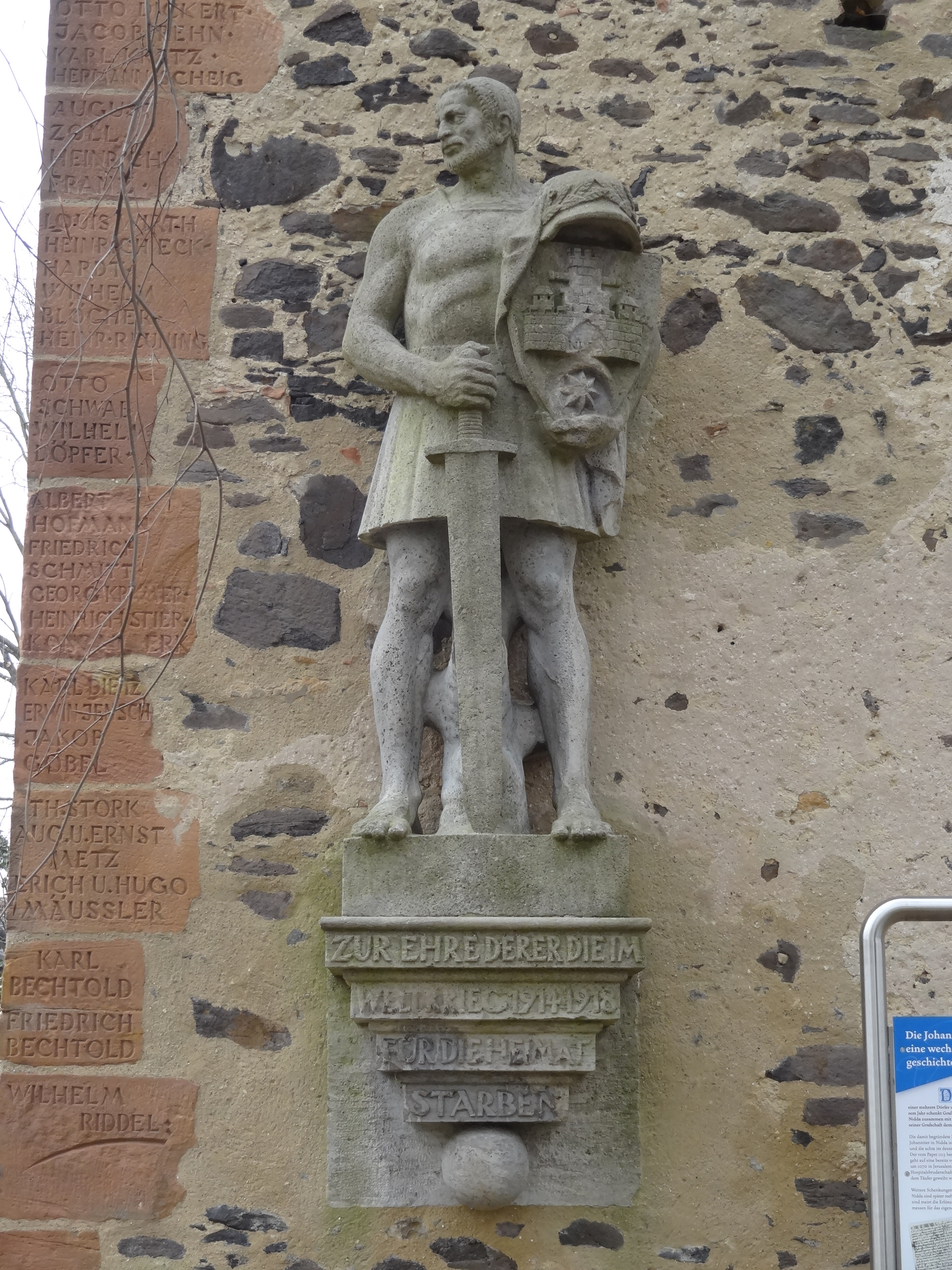
Gefallenendenkmal an der Westseite

Bei Ausgrabungen im Jahr 2005 wurden Vorgängerbauten nachgewiesen, die bis ins 10. Jahrhundert zurückgehen. Ein Totenbrett, das unter dem Fundament der Kirche entdeckt, wird um das Jahr 800 datiert. Als Vorgängerbau der dreischiffigen romanischen Basilika ist eine steinerne Kirche nachweisbar, die abgetragen und überbaut wurde. Ein Doppelgrab des späten 12. Jahrhunderts wird dieser Steinkirche zugeordnet.
In vorreformatorischer Zeit besaß Nidda drei gottesdienstliche Räume: die Burgkapelle, eine Marienkapelle am Marktplatz und die romanische Pfarrkirche, die rechts der Nidda in der ursprünglichen Kernsiedlung der Stadt lag.
Im Jahr 1187 schenkte Graf Berthold II. die Kirche samt umfangreichem Grundbesitz der Johanniter-Kommende. Damit ist sie die älteste Niederlassung der Johanniter in Hessen und die achtälteste im Grosspriorat Deutschland. Der Neubau der romanischen Basilika am Ende des 12. Jahrhunderts geht mithin auf den Orden zurück. In kirchlicher Hinsicht war Nidda im Mittelalter dem Dekanat Friedberg im Archidiakonat von St. Maria ad Gradus im Erzbistum Mainz zugeordnet. Filialkirchen gab es in Eichelsdorf und Reichelshausen. In gotischer Zeit wurde die Basilika umgebaut und erhielt einen polygonalen Dreiachtelschluss, der die romanische halbrunde Apsis ersetzte. Der Turm wurde 1491/1492 an die Südseite des Chors angebaut.
Mit Einführung der Reformation wechselte die Kirchengemeinde zum evangelischen Bekenntnis. Als erster lutherischer Pfarrer wirkte hier der Reformator Johannes Pistorius von Nidda (1526–1580). Der Ordensmeister erwirkte nach langen Verhandlungen im Jahr 1585 für die Übergabe der Niddaer Gebäude und Besitzungen an die Landgrafschaft Hessen-Darmstadt eine jährliche Rente.
Als im Jahr 1605 Pläne aufkamen, die zu kleine Stadtkapelle zu erweitern, widersetzte sich der Gießener Superintendent Jeremias Vietor, da er voraussah, dass „dißergestalt die feine große Johanniterkirche außerhalb der Stadt Nidda in Abfall und Zerstorung käme, das billich zu verhüten“. Bis zu Fertigstellung der neuen Stadtkirche zum Heiligen Geist 1618 diente die Johanniterkirche als Pfarrkirche. Anschließend wurde sie als Lateinschule verwendet, bis sie 1636 aufgrund von Baufälligkeit und Kriegsschäden aufgegeben wurde. Einem zeitgenössischen Bericht zufolge war „die in der Kirche habende Schul dermaßen zerfallen, daß die Kinder nicht mehr darin gehen und in der Forcht Gottes underricht werden mögen“, und hatten „außerdem Soldaten und frembde nach Nidda geflohene Leuthe die Kirche vollends dermaßen zugericht und verwüstet, daß selbige keiner Kirchen mehr ehnlich war“.
In der Folgezeit geriet die Johanniterkirche zunehmend in Verfall; nur der Turm wurde unterhalten. Der Gießener Superintendent Peter Haberkorn berichtet 1665 vom Zustand der Kirche, deren Dach eingestürzt war, aber auch, dass „der Kirchthurn, darin schöne Glocken und ein herrliches Geleut sich befinden, noch wohl erbawt stehe“. Seine Bitte um Wiederherstellung der Kirche wurde 1669 eingehend diskutiert, aber ihr wurde ebenso wenig entsprochen wie der Anordnung des Landgrafen Ludwig IV., zumindest das Dach wieder zu errichten. Nachdem bereits in der Mitte des 18. Jahrhunderts die aufgehenden Mauern verfallen waren, wurde die 1780 der Stadt Nidda überlassen, die die Ruine bis auf den Turm abtragen ließ.
Auf Vorschlag des Denkmalpflegers wurde 1922 an der Westwand ein Kriegerdenkmal für die Gefallenen des Ersten Weltkriegs errichtet. Eine umfassende Turmsanierung einschließlich Schieferdeckung erfolgte im Jahr 1937. Ein Blitzeinschlag im Jahr 1952 machte weitere Reparaturen erforderlich.
Ausgrabungen wurden 2004 und 2005–2008 durchgeführt. Auf deren Grundlage und anhand eines Renovierungsplans aus dem Jahr 1633 wurde ein Park um den Turm angelegt, der sich an den Grundmauern der niedergelegten Basilika orientiert. Nachdem im Jahr 2007 erhebliche Schäden am Turm festgestellt worden waren, fand 2012 eine umfassende Sanierung statt, die eine teilweise Erneuerung der Holzkonstruktion des Turmaufbaus und des Glockengeschosses sowie eine Neuverschieferung des Dachs beinhaltete. Zerbröselnde Steine im Mauerwerk wurden ersetzt, der Kalkspatzmörtel ergänzt und der Sandstein der Maßwerkfenster saniert.

## Architektur

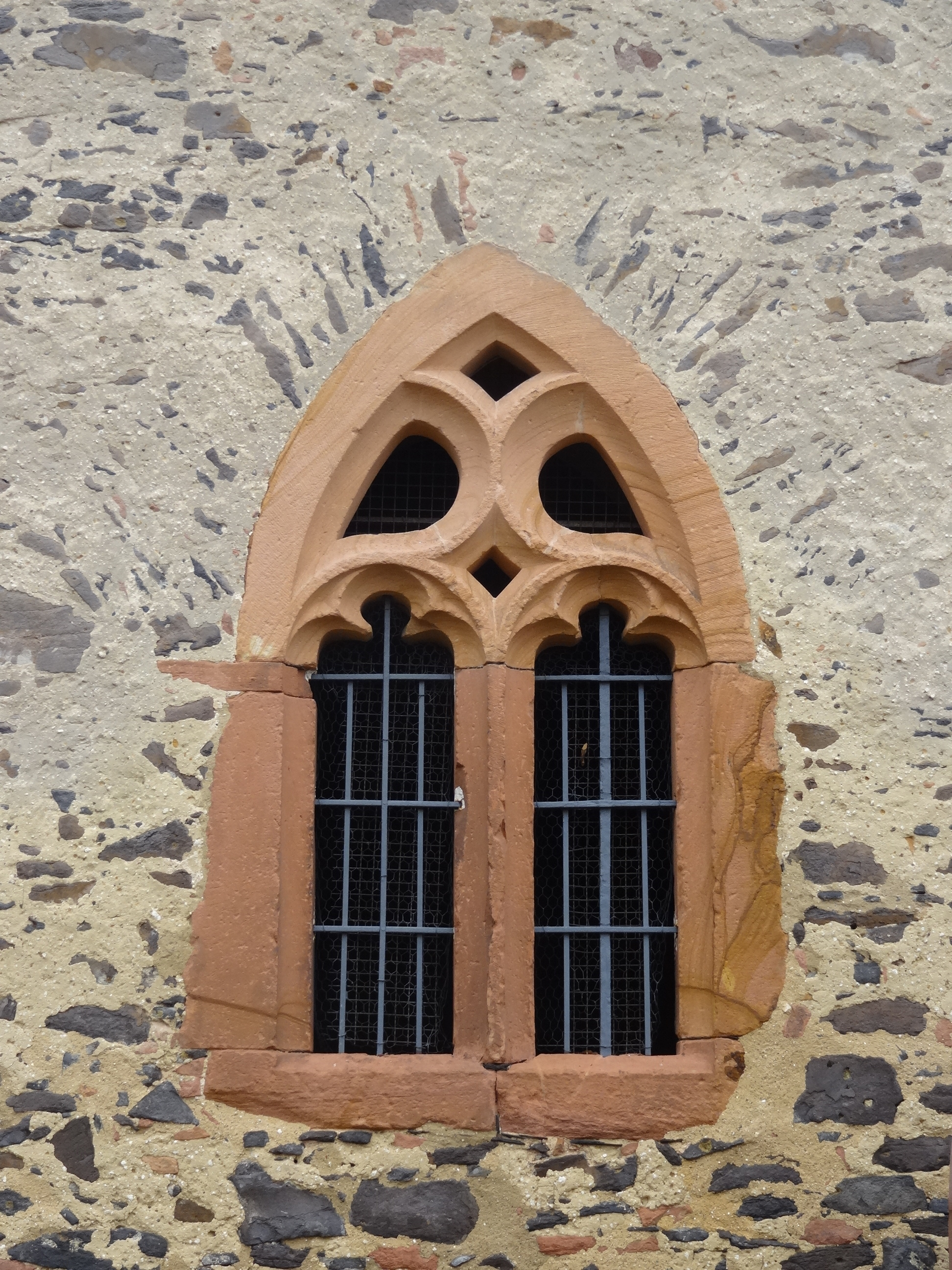
Maßwerkfenster an der Ostseite

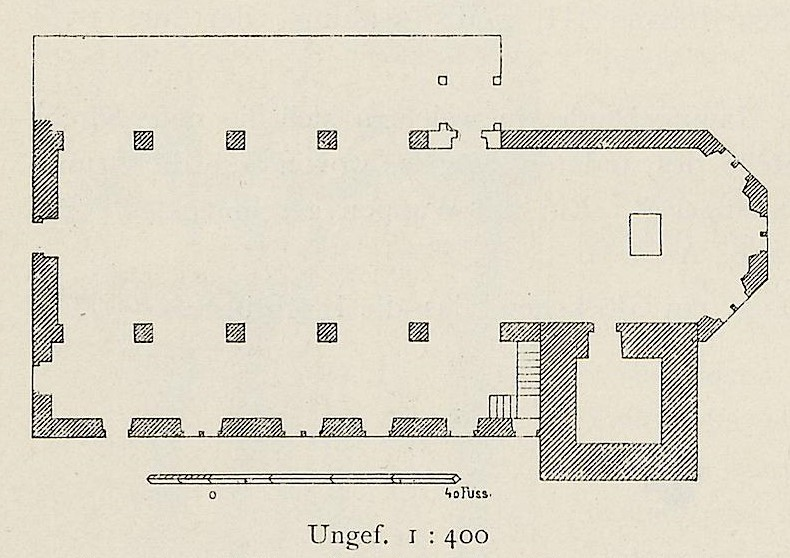
Grundriss der Johanniterkirche

Die nicht exakt geostete, sondern nach Ost-Nordost ausgerichtete Kirche war westlich der Nidda in der damaligen Altstadt errichtet worden. Das Mittelschiff war samt Chor 114 Fuß lang und 28 Fuß breit (etwa 32 × 7,8 Meter), die Seitenschiffe je 84 Fuß lang und 12 Fuß breit (etwa 23,5 × 3,3 Meter). Der Turm war 1491/1492 im Südosten der Kirche als Chorflankenturm angebaut. Das Bruchsteinmauerwerk aus Basalt mit Eckquaderung aus rotem Sandstein weist einen quadratischen Grundriss auf. Alle Fenster, Schallöffnungen und das Portal haben Gewände aus rotem Sandstein. Eine Inschrift mit dem Namen „Peter Gubert“ nennt möglicherweise den Baumeister. Sie ist auf einem Eckquader im Sockelbereich der Südostecke angebracht.

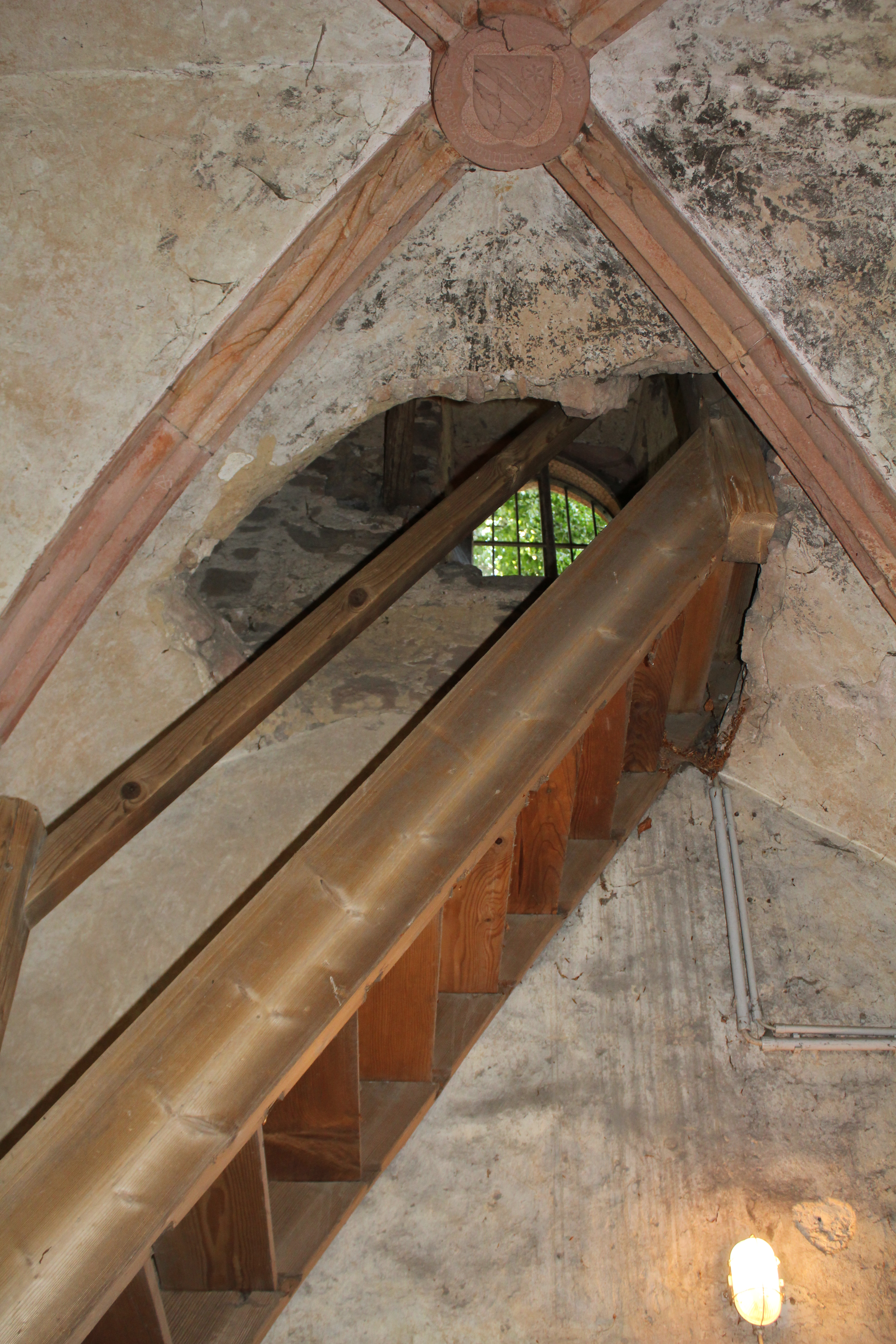
Gewölbe in der Turmhalle mit Treppe zum Obergeschoss

Die Turmhalle im Erdgeschoss ist mit Kreuzrippen überwölbt, deren Schlussstein mit dem Wappen des Amtmanns Asmus Döring belegt und mit der Jahreszahl 1492 bezeichnet ist: „Asmus doring amptman an d m cccc xcii“. In die Westwand ist eine hochrechteckige Sakramentsnische mit schlichtem Sandsteingewände eingelassen und an der Südseite über einem Sockel eine große rechteckige Piscina aus Sandstein mit Abfluss eingebaut. Heute führt in der Turmhalle eine steile Holztreppe durch ein grob gehauenes Loch in einer Gewölbekappe ins Obergeschoss. Hier ist das frühere Läut- und Uhrwerk der Familie Jordt aufgestellt. An der Ost- und Südseite belichten zweibahnige spätgotische Maßwerkfenster aus Rotsandstein mit Nonnenköpfen im Spitzbogen das Innere.
Außen gliedert ein Gesimsband den massiv aufgemauerten Turmschaft, dem vier dreieckige Steingiebel aufgesetzt sind. Das Gesimsband wird an der Westseite von einer gefasten spitzbogigen Öffnung unterbrochen, die früher vom südlichen Seitenschiff her den Zugang zum Turmobergeschoss ermöglichte. Im Erdgeschoss war die Turmhalle nur durch das spitzbogige Nordportal mit Chor verbunden und nicht von außen zugänglich. Im Obergeschoss der Nordseite ist im Mörtel ein schräger Abschluss von dem ursprünglichen Chordach erkennbar. Darüber weist der dreieckige Abdruck im Mörtel auf einen querschiffartigen Anbau zwischen Chor und Turm. Der fünfte Eckquader in der Südseite trägt das Baujahr 1491: „Anno dm m° ccc° xci“.
In die verputzten Giebeldreiecke sind spitzbogige Schallöffnungen der Glockenstube eingelassen, die im Spitzbogen einen Kreis mit zwei Fischblasen zeigen. Darüber sind an allen vier Seiten die Zifferblätter der Turmuhr angebracht. Dem Turm ist ein verschieferter oktogonaler Spitzhelm aufgesetzt, der von einem Turmknauf, einem Kreuz und vergoldeten Wetterhahn bekrönt wird.
Auf einem vorkragenden Konsolstein an der Westwand ist die überlebensgroße Figur eines Soldaten von Bildhauer Huber (Offenbach) aufgestellt. Er hält in der rechten Hand ein Schwert und in der linken das Wappen Niddas mit einem Soldatenhelm. In die nordwestlichen Eckquader des Turms sind die Namen der Gefallenen eingemeißelt.

## Geläut
Der Kirchturm beherbergt ein Dreiergeläut, dessen Glocken 1519, 1572 und 1629 gegossen wurden. Die große Glocke von 1629 ist der Umguss einer durch braunschweigische Truppen zerschlagenen Glocke durch Claude Brochar aus Lothringen. Er hatte zur selben Zeit zwei Glocken für die Stadtkirche gegossen. Die mittlere Glocke datiert von 1519 und stammt also noch aus vorreformatorischer Zeit. Die kleine von 1572 trägt als Inschrift die Anfangsbuchstaben „V D M I AE“ des lateinischen Bibelverses „Verbum Domini Manet In Aeternum“ (Jes 40,8 ).
| Nr. | Gussjahr | Gießer           | Durchmesser (mm) | Schlagton | Inschrift | Bild |
| --- | -------- | ---------------- | ---------------- | --------- | --- | ---- |
| 1   | 1629     | Claude Brochar   |                  |           | J R R A \| H Z R \| N L S \| L F \| J S \| J \| W B Stadtsiegel mit der Umschrift SIGILLVM CIVIUM DE NITHEHE (Siegel der Stadt Nidda) zwei Reichstaler mit verwitterter Umschrift zwei Gießerzeichen mit dem Namen CLAVDE BROCHAR“ |      |
| 2   | 1519     | Stefan           | 940              |           | „LAVDO DEVM VERVM SATANVM FVGO CONVOCO CLERVM STFEAN GOS MICH ANNO 1519“ |      |
| 3   | 1572     | nicht bezeichnet |                  |           | „V D M I AE“ |      |